# Escut nobiliari de la família Vilarrasa en el Palau Senyorial
L'escut nobiliari de la família Vilarrasa al palau Senyorial, està ubicat a la plaça major 7 i 8 del municipi de Faura, a la comarca del Camp de Morvedre, de la província de València, i es troba catalogat com a Bé d'interès cultural, com queda recollit en la fitxa BIC de la Direcció General de Patrimoni cultural de la Conselleria de Turisme, Cultura i Esports de la Generalitat Valenciana, encara que no està inscrit i no té nombre d'anotació ministerial.

## Descripció historicoartística
Joan II d'Aragó, el 1473, per Reial Privilegi, feu que Faura es constituïra en senyoriu i va ser donada a la família Monsoriu, a la qual va pertànyer fins al segle xvi, moment en què, pel matrimoni dels descendents de Pere Raimond de Monsoriu, primer senyor de Faura, va passar als Vilarrasa. El 1647, Felip II va convertir Faura en comtat, i passà poc després a la família Vives Canyamàs.
El palau Senyorial, anomenat també casa Comtal, és un dels edificis d'interès historicoartístic ben conservats; en un principi, era una torre que va patir una gran transformació entre els segles xv i xvi, i es convertí en una joia gòtica. A la façana, conserva l'escut dels Vilarrasa (cinc roses), i l'escut dels Vilarrasa i Vives de Canyamàs.